# 魏登巴赫
魏登巴赫（德語：Weidenbach，發音：[ˈvaɪdn̩bax]）是德国巴伐利亚州中弗兰肯行政区安斯巴赫县的市镇，面积21.71平方千米，2023年12月31日人口为2,462人。